# Biomateriaal
Biomateriaal wordt in twee betekenissen gebruikt:
1. biologisch materiaal dat van een meercellig, levend wezen afkomstig is. Voorbeelden zijn hout, rubber, hennep, hoorn, ivoor. Biomaterialen zijn dikwijls anisotroop: ze hebben nerven of iets vergelijkbaars, en het materiaal vertoont in die specifieke richting andere eigenschappen. Biologische materialen zijn bovendien dikwijls niet homogeen, de eigenschappen variëren sterk van exemplaar tot exemplaar. Stofeigenschappen van biomateriaal zijn niet betrouwbaar op te geven, enkel richtwaarden. Daar staat tegenover dat biomaterialen dikwijls goedkoop zijn, en soms over zeer goede eigenschappen beschikken vergeleken met kunstmatige materialen.
2. materiaal dat (bio)compatibel is met levend, menselijk weefsel. De belangrijkste toepassingen zijn medische implantaten en prothesen, maar ook medisch gereedschap moet uit geschikte materialen gemaakt worden. Typische biomaterialen in de tweede betekenis zijn:
  - roestvast staal
  - titaan
  - polyetheen
  - bioglas
  - hydroxyapatiet